# Torture Ship
Le Torture Ship (également connu sous le nom de SM-Schiff) est une fête BDSM et fétichiste qui a lieu chaque année depuis 1996 l'avant-dernier ou le dernier samedi de juin ou le premier samedi de juillet sur un navire de croisière appartenant au Bodensee-Schiffsbetriebe (de).

## Événement
La fête fétichiste organisée par Zip-Zone, une agence d'Augsbourg, regroupe jusqu'à 600 invités. Quatre DJ et des exposants BDSM/fétichisme sont présents sur plusieurs étages ainsi que de la restauration.
Après un spectacle réunissant environ 2 000 spectateurs dans le port de Friedrichshafen, le navire part à 19 h 45. Il arrive au port de Constance à 20 h 55. Là, d'autres invités montent à bord en présence de centaines de spectateurs. À 21 h 30, le navire retourne à Friedrichshafen pour accueillir les invités tardifs. Le navire se rend ensuite deux fois encore à Constance et une fois à Friedrichshafen. Le voyage se termine à Constance à 5 h 30.
Une navette est utilisée pour les clients d'Augsbourg et de Munich.
En 2020, l'événement est d'abord reporté en raison de la pandémie de Covid-19, puis a lieu le 29 août. Les autorités limitent le nombre de visiteurs à 250 au lieu des 600 habituels. Les masques sont obligatoires lors de la soirée fétichiste. Seulement environ 200 visiteurs montèrent à bord.

## Navire
Jusqu'en 2014, l'agence affrète le Schwaben auprès de la compagnie maritime Bodensee-Schiffsbetriebe. Un navire légèrement plus petit est utilisé depuis 2015.

## Controverses
À partir de l’événement de 2014, en raison des ordres officiels, la backroom et autres « installations séparées pour les actes sexuels » sont supprimées. 
Le journal local Augsburger Allgemeine qualifie l'événement en 2019 de « spectacle controversé ».